# P. J. Tucker
Anthony Leon "P. J." Tucker Jr. (Raleigh, 5 de maio de 1985) é um jogador norte-americano de basquete profissional que atualmente joga no New York Knicks da National Basketball Association (NBA).
Ele frequentou a Universidade do Texas em Austin e foi selecionado pelo Toronto Raptors como a 35ª escolha geral no draft da NBA de 2006. 
Ele ganhou o título da NBA com o Milwaukee Bucks em 2021.

## Ensino médio e universidade
Tucker estudou na William G. Enloe High School em Raleigh, Carolina do Norte antes de jogar basquete universitário na Universidade do Texas em Austin. 
No colégio, Tucker foi nomeado Jogador do Ano da Carolina do Norte em 2002 e seu número de camisa foi posteriormente aposentado.
Em suas três temporadas na Universidade do Texas, ele marcou 1.169 pontos, incluindo o recorde de sua carreira de 594 na temporada de 2005-06. Ele também teve 714 rebotes, 170 assistências (incluindo 107 na temporada de 2005-06) e 116 roubos de bola ao longo de sua carreira.

## Carreira profissional

### Toronto Raptors (2006–2007)
Tucker foi selecionado pelo Toronto Raptors como a 35ª escolha geral no draft da NBA de 2006 e assinou um contrato de um ano e US$412 mil com a equipe em 26 de julho de 2006.
Em 5 de janeiro de 2007, os Raptors anunciaram que Tucker havia sido enviado para o Colorado 14ers da D-League. Colorado, liderado pelo técnico Joe Wolf, foi designado como afiliado do Toronto na D-League para a temporada de 2006-07. Em 6 de fevereiro de 2007, os Raptors chamaram Tucker de volta para a NBA. Em 6 de março de 2007, Tucker foi enviado de volta aos 14ers.
Em 24 de março de 2007, Tucker foi dispensado pelos Raptors a fim de liberar uma vaga no elenco para Luke Jackson. Ele jogou um total de 83 minutos durante sua temporada de estreia.
Na entressafra, Tucker juntou-se ao elenco do Cleveland Cavaliers na Summer League de 2007.

### Europa (2007–2012)
Na temporada de 2007-08 com o Hapoel Holon da Ligat HaAl, Tucker ganhou o troféu de MVP e levou seu time ao título da liga. Holon quebrou a sequência de 14 anos do Maccabi Tel Aviv como campeão israelense. Ele foi o MVP das finais da liga de 2008.
Para a temporada de 2008-09, ele assinou com o BC Donetsk que tinha acabado de ser promovido à Superliga Ucraniana. Ele levou o time ao terceiro lugar na liga em sua primeira aparição, além de se tornar um All-Star. Uma lesão no joelho não impediu Tucker de terminar a temporada com a maior média de pontos por jogo na liga. Em 7 de outubro de 2009, Tucker renovou seu contrato com Donetsk para a temporada de 2009-10. Depois que a equipe faliu, ele retornou a Israel em março de 2010 e assinou com o Bnei HaSharon até o final da temporada.
Em agosto de 2010, ele assinou com o Aris BC da Grécia para a temporada de 2010-11, mas foi dispensado em março de 2011. Em abril de 2011, ele assinou com o Sutor Basket Montegranaro da Itália.
Em julho de 2011, ele assinou um contrato de um ano com o Brose Bamberg da Alemanha. Ele ajudou a equipe a vencer o título de 2012 e ganhou o prêmio de MVP das Finais.

### Phoenix Suns (2012–2017)
Durante o verão de 2012, Tucker assinou um contrato para jogar pelo Spartak St. Petersburg da Rússia, mas ele logo optou por jogar pelo Phoenix Suns na Summer League, e em 1º de agosto de 2012, ele assinou um contrato de dois anos e US$1.6 milhões com os Suns.
Em seu primeiro jogo na NBA, Tucker registrou 10 pontos, 2 rebotes, 1 roubo de bola e 1 bloqueio em uma derrota por 87-85 para o Golden State Warriors. Em 23 de novembro de 2012, ele marcou 15 pontos, o recorde de sua carreira, na vitória por 111–108 sobre o New Orleans Hornets. Tucker fez sua primeira partida como titular pelos Suns em 31 de dezembro contra o Oklahoma City Thunder. Após isso, ele foi titular na maioria dos jogos no resto da temporada de 2012–13.
Em 8 de fevereiro de 2014, Tucker registrou 16 pontos, 15 rebotes, o recorde de sua carreira, e 4 roubos de bola em uma vitória de 122-109 sobre os Warriors, tornando-se o primeiro jogador dos Suns a ter 15 pontos, 15 rebotes e 4 roubos de bola em um jogo desde Shawn Marion em 2007. Em 25 de fevereiro, ele registrou 15 rebotes contra o Minnesota Timberwolves. Em 6 de abril, Tucker marcou 22 pontos, o recorde de sua carreira, na vitória de 122-115 sobre o Thunder.
Em 27 de junho de 2014, os Suns deu a Tucker uma oferta de qualificação, tornando-o um agente livre restrito. Em 23 de julho, ele assinou novamente com os Suns em um contrato de US $ 16,5 milhões por três anos. Em agosto de 2014, ele foi suspenso pelos três primeiros jogos da temporada de 2014-15 por se confessar culpado de dirigir sob influência de álcool em maio de 2014. Ele voltou da suspensão em 4 de novembro de 2014 para enfrentar o Los Angeles Lakers.
Em 14 de março, ele marcou 23 pontos, o recorde de sua carreira, na vitória por 107–104 sobre o Minnesota Timberwolves. Ele superou essa marca em 7 de abril, marcando 24 pontos em uma vitória de 124-115 sobre o Houston Rockets. Ele jogou em todos os 82 jogos dos Suns na temporada de 2015-16, o único jogador a fazê-lo.
Em 15 de setembro de 2016, Tucker foi submetido a um procedimento bem-sucedido de discectomia lombar e posteriormente foi descartado por seis a oito semanas. Ele voltou a tempo para o início da temporada regular, mas foi atribuído um papel de reserva pela primeira vez desde a temporada de 2012-13. Ele voltou à equipe titular no final de novembro após uma lesão de T. J. Warren. Em 27 de novembro de 2016, ele marcou 21 pontos, o melhor da temporada, contra o Denver Nuggets. Tucker voltou a reserva no final de dezembro após o retorno de Warren; ele continuou sendo reserva dos Suns ao longo da temporada até a pausa para o All-Star Game.

### Retorno a Toronto (2017)
Em 23 de fevereiro de 2017, Tucker foi negociado de volta para o Toronto Raptors em troca de Jared Sullinger e escolhas de segunda rodada do draft de 2017 e 2018. No dia seguinte, em seu primeiro jogo pelos Raptors desde 2007, Tucker registrou nove pontos e 10 rebotes na vitória por 107-97 sobre o Boston Celtics.
Em 15 de abril de 2017, depois de jogar 418 jogos ao longo de sete temporadas, Tucker fez sua estreia nos playoffs na derrota dos Raptors por 97-83 para o Milwaukee Bucks no Jogo 1 da primeira rodada. Os Raptors derrotaram os Bucks em seis jogos para seguir para a segunda rodada, onde enfrentou o Cleveland Cavaliers. Lá eles foram varridos por 4-0. No Jogo 4 da série, uma derrota por 109-102, Tucker registrou 14 pontos e 12 rebotes.

### Houston Rockets (2017–2021)
Em 6 de julho de 2017, Tucker assinou um contrato de quatro anos e US$ 32 milhões com o Houston Rockets.
Em sua estreia pelos Rockets em 17 de outubro de 2017, Tucker marcou 20 pontos na vitória por 122–121 sobre o Golden State Warriors. No Jogo 5 da primeira rodada dos playoffs contra o Minnesota Timberwolves, ele marcou 15 pontos em uma vitória por 122-104. No Jogo 5 da segunda rodada contra o Utah Jazz, Tucker marcou 19 pontos em uma vitória por 112-102. No Jogo 2 das finais da Conferência Oeste contra o Golden State Warriors, Tucker marcou 22 pontos em uma vitória por 127–105, ajudando os Rockets a empatar a série em 1–1. Os Rockets acabaram perdendo para os Warriors em sete jogos.
Em 7 de janeiro de 2019, Tucker fez sete cestas de 3 pontos e marcou 21 pontos na vitória por 125–113 sobre o Denver Nuggets. Em 11 de março de 2021, com a aproximação do prazo de negociação, Tucker concordou mutuamente com o técnico Stephen Silas em não jogar mais até que ambas as partes encontrassem uma solução amigável. Isso aconteceu depois que James Harden deixou os Rockets no início da temporada. 

### Milwaukee Bucks (2021)
Em 19 de março de 2021, Tucker, junto com Rodions Kurucs e uma escolha de primeira rodada de 2022, foi negociado com o Milwaukee Bucks em troca de D. J. Augustin, D. J. Wilson, uma escolha de segunda rodada do draft de 2021 e uma escolha de primeira rodada do draft de 2023.
No Jogo 6 das finais da Conferência Leste contra o Atlanta Hawks, Tucker teve apenas 5 pontos (mas incluindo um arremesso de 3 pontos no final do 4º quarto para ajudar a selar a vitória) e 8 rebotes na vitória por 118-107. A vitória significou que os Bucks e Tucker avançariam para suas primeiras finais da NBA desde 1974 e sua primeira viagem para as finais, respectivamente.
Em 20 de julho de 2021, Tucker e os Bucks derrotaram o Phoenix Suns no Jogo 6 das finais da NBA de 2021. Isso marca seu primeiro título da NBA e o primeiro título desde 1971 para o Milwaukee Bucks. Na série, Tucker teve médias de 31,3 minutos, 4,0 pontos, 3,8 rebotes, 1,2 assistências, 1,0 roubadas de bola.

### Miami Heat (2021–2022)
Em 7 de agosto de 2021, Tucker assinou um contrato de 2 anos e US$14.3 milhões com o Miami Heat.
Em 13 de dezembro, em uma derrota contra os Cavaliers, Tucker registrou 23 pontos, o recorde da temporada, 9 rebotes e 5 assistências.

### Philadelphia 76ers (2022–2023)
Em 6 de julho de 2022, Tucker assinou um contrato de 3 anos e US$ 33,2 milhões com o Philadelphia 76ers.
Los Angeles Clippers (2023–2025)
Em 30 de outubro de 2023, Tucker foi negociado para o Los Angeles Clippers com James Harden. Negociados com o Philadelphia 76ers foram Marcus Morris, Kenyon Martin Jr, Nicolas Batum, Filip Petrusev e Robert Covington. Em 15 de fevereiro de 2024, Tucker foi multado em US$ 75.000 pela NBA por solicitar publicamente uma troca, após ter sido removido da rotação ativa dos Clippers. Antes do início da temporada de 2024-25, os Clippers anunciaram que Tucker não estará com o time daqui para frente no futuro previsível.

### New York Knicks (2025-Presente)
Em 10 de março de 2025, Tucker assinou um contrato de 10 dias com o New York Knicks. No dia 20, assinou um segundo contrato, e foi dispensado no dia 30. Em 31 de março, assinou um vínculo válido por dois anos, com uma team option para o segundo, o tornando elegível para a disputa dos playoffs da temporada.

## Estatísticas da NBA

### Temporada regular
| Ano      | Equipe        | PJ  | PT  | MPJ  | AP   | 3P   | LL    | RT  | AS  | BR  | TO | PPJ |
| -------- | ------------- | --- | --- | ---- | ---- | ---- | ----- | --- | --- | --- | -- | --- |
| 2006–07  | Toronto       | 17  | 0   | 4.9  | .500 | .000 | .571  | 1.4 | .2  | .1  | .0 | 1.8 |
| 2012–13  | Phoenix       | 79  | 45  | 24.2 | .473 | .314 | .744  | 4.4 | 1.4 | .8  | .2 | 6.4 |
| 2013–14  | Phoenix       | 81  | 81  | 30.7 | .431 | .387 | .776  | 6.5 | 1.7 | 1.4 | .3 | 9.4 |
| 2014–15  | Phoenix       | 78  | 63  | 30.6 | .438 | .345 | .727  | 6.4 | 1.6 | 1.4 | .3 | 9.1 |
| 2015–16  | Phoenix       | 82  | 80  | 31.0 | .411 | .330 | .746  | 6.2 | 2.2 | 1.3 | .2 | 8.0 |
| 2016–17  | Phoenix       | 57  | 17  | 28.5 | .415 | .338 | .792  | 6.0 | 1.3 | 1.5 | .2 | 7.0 |
| 2016–17  | Toronto       | 24  | 4   | 25.4 | .406 | .400 | .688  | 5.4 | 1.1 | 1.3 | .2 | 5.8 |
| 2017–18  | Houston       | 82  | 34  | 27.8 | .390 | .371 | .717  | 5.6 | .9  | 1.0 | .3 | 6.1 |
| 2018–19  | Houston       | 82  | 82  | 34.2 | .396 | .377 | .695  | 5.8 | 1.2 | 1.6 | .5 | 7.3 |
| 2019–20  | Houston       | 72  | 72  | 34.3 | .415 | .358 | .813  | 6.6 | 1.6 | 1.1 | .5 | 6.9 |
| 2020–21  | Houston       | 32  | 32  | 30.0 | .366 | .314 | .783  | 4.6 | 1.4 | .9  | .6 | 4.4 |
| 2020–21  | Milwaukee     | 20  | 1   | 19.9 | .391 | .394 | .600  | 2.8 | .8  | .5  | .1 | 2.6 |
| 2021–22  | Miami         | 71  | 70  | 27.9 | .484 | .415 | .738  | 5.5 | 2.1 | .8  | .2 | 7.6 |
| 2022–23  | Philadelphia  | 75  | 75  | 25.6 | .427 | .393 | .826  | 3.9 | .8  | .5  | .2 | 3.5 |
| 2023–24  | Philadelphia  | 3   | 3   | 22.1 | .400 | .400 | —     | 4.7 | .0  | 1.0 | .7 | 2.0 |
| 2023–24  | L.A. Clippers | 28  | 7   | 15.0 | .356 | .367 | 1.000 | 2.5 | .6  | .5  | .2 | 1.6 |
| Carreira | Carreira      | 883 | 666 | 25.7 | .418 | .343 | .747  | 4.8 | 1.1 | .9  | .2 | 5.5 |

### Playoffs
| Ano      | Equipe        | PJ  | PT | MPJ  | AP   | 3P   | LL   | RT  | AS  | BR  | TO | PPJ  |
| -------- | ------------- | --- | -- | ---- | ---- | ---- | ---- | --- | --- | --- | -- | ---- |
| 2017     | Toronto       | 10  | 1  | 25.1 | .367 | .321 | .625 | 5.7 | 1.1 | .6  | .3 | 5.0  |
| 2018     | Houston       | 17  | 17 | 33.5 | .481 | .467 | .667 | 6.5 | 1.3 | .6  | .8 | 8.9  |
| 2019     | Houston       | 11  | 11 | 38.7 | .455 | .456 | .826 | 7.5 | 1.7 | 1.7 | .7 | 11.4 |
| 2020     | Houston       | 12  | 12 | 34.5 | .398 | .373 | .000 | 7.2 | 1.5 | 1.1 | .3 | 7.9  |
| 2021     | Milwaukee     | 23  | 19 | 29.6 | .388 | .322 | .750 | 5.8 | 1.1 | 1.0 | .1 | 4.3  |
| 2022     | Miami         | 18  | 18 | 28.3 | .495 | .451 | .688 | 5.7 | 1.8 | .8  | .3 | 7.9  |
| 2023     | Philadelphia  | 11  | 11 | 26.7 | .373 | .350 | .667 | 4.5 | 1.5 | 1.2 | .3 | 4.9  |
| 2024     | L.A. Clippers | 2   | 1  | 15.3 | .667 | .750 | —    | 1.5 | .0  | .0  | .0 | 5.5  |
| Carreira | Carreira      | 104 | 90 | 28.9 | .452 | .436 | .603 | 5.5 | 1.2 | .8  | .3 | 6.9  |

## Vida pessoal
Tucker é filho de Anthony Sr. e Aleshia Tucker. Seu nome verdadeiro é Anthony Leon Tucker Jr., mas seu pai o chamava de "Pop Junior", daí PJ. Ele passou parte de sua infância morando na Alemanha enquanto seu pai servia no Exército.
Em maio de 2014, Tucker foi preso por Dirigir sob o efeito do álcool pela polícia de Scottsdale. Como resultado, Tucker recebeu uma sentença de três dias de prisão e 11 dias de prisão domiciliar. Além disso, um dispositivo de travamento de ignição foi colocado em seus veículos por 18 meses, ele foi colocado em liberdade condicional de cinco anos, foi submetido a exames de abuso de substâncias e aconselhamento e pagou $ 2.750 em multas, sem incluir os custos de tribunal e prisão de até $ 200 por dia.
Tucker se casou com a namorada de longa data, Tracey Tucker, e eles tem três filhos: King, Zoe e Aaliyah.

### Tênis
Tucker é um autoproclamado "sneakerhead" e possui centenas de pares de tênis, armazenados em vários locais do país. Em 22 de agosto de 2016, a SLAM Magazine nomeou Tucker como o sneakerhead número 1 da NBA, devido não apenas ao seu número de tênis, mas também à sua qualidade. Alguns de seus sapatos incluem pares raros de tênis de "edição para jogadores" feitos para ex-jogadores da NBA, como Shawn Marion, Michael Finley, Josh Howard e Eddie Jones, bem como alguns pares raros de "Esquadrão do Terror" projetados pelo rapper Fat Joe.
Em 2020, Tucker assinou um contrato de curto prazo com o eBay para ajudá-los a aumentar suas vendas. O 'Sneaker Loft' apresentou entre 700 - 1000 dos pares mais premium de Tucker. A coleção incluía um par de Nike SB Dunk Ben & Jerry's "Chunky Dunky" que ele comprou no eBay por US $ 2.000. O relacionamento de Tucker com o eBay remonta aos seus dias na Universidade do Texas, quando ele foi apresentado à plataforma pelo ex-assistente técnico, Royal Ivey.

Em uma entrevista de junho de 2021 à GQ, Tucker disse sobre seu amor pela moda: "O que as pessoas comuns chamam de stuntin, é a vida cotidiana para mim. Tipo, eu me visto todos os dias. Todos os dias eu saio de casa e estou vestindo alguma coisa. Levo meu tempo para me vestir. Preocupo-me com minha aparência. Se estou bem, jogo bem. Tudo coincide, tudo vai junto é uma reação em cadeia."